# Grattery
Grattery ist eine Gemeinde im französischen Département Haute-Saône in der Region Bourgogne-Franche-Comté.

## Geographie
Grattery liegt auf einer Höhe von 232 m über dem Meeresspiegel, etwa acht Kilometer nordwestlich der Stadt Vesoul (Luftlinie). Das Dorf erstreckt sich im zentralen Teil des Departements, in der Talniederung der Scyotte, zwischen dem Flusstal der Saône im Westen und dem Becken von Vesoul im Osten.
Die Fläche des 6,19 km² großen Gemeindegebiets umfasst einen Abschnitt im Bereich der leicht gewellten Landschaft östlich des Saônetals. Von Nordosten nach Südwesten wird das Gebiet von der Talniederung der Scyotte durchquert, welche für die Entwässerung zur Saône sorgt. Die Talaue weist eine Breite von maximal 500 m auf und liegt durchschnittlich auf 230 m. Flankiert wird das Tal auf beiden Seiten von einem Plateau, das aus einer Wechsellagerung von sandig-mergeligen und kalkigen Sedimenten der oberen Jurazeit besteht. Ganz im Norden treten auch ältere Schichten zutage. Das Plateau wird überwiegend landwirtschaftlich genutzt. Mit 296 m wird auf der Kuppe östlich des Dorfes die höchste Erhebung von Grattery erreicht. Nach Westen erstreckt sich das Gemeindeareal in das ausgedehnte Waldgebiet des Bois des Combes (bis 260 m).
Zu Grattery gehört die Siedlung Rupt de Vellemoz (245 m) im Tal der Scyotte. Nachbargemeinden von Grattery sind Bougnon im Norden, Charmoille und Pusey im Osten, Vaivre-et-Montoille, Montigny-lès-Vesoul und Scye im Süden sowie Port-sur-Saône im Westen.

## Geschichte
Im Mittelalter gehörte Grattery zur Freigrafschaft Burgund und darin zum Gebiet des Bailliage d’Amont. Die lokale Herrschaft hatten die Herren von Chemilly inne. Zusammen mit der Franche-Comté gelangte Grattery mit dem Frieden von Nimwegen 1678 definitiv an Frankreich. Heute ist Grattery Mitglied des Gemeindeverbandes Terres de Saône.

## Sehenswürdigkeiten
Die Dorfkirche Nativité de Notre-Dame in Grattery wurde im 18. Jahrhundert erbaut. Sie beherbergt Statuen der heiligen Jungfrau aus dem 17. und 18. Jahrhundert. Nahe der Kirche befindet sich das Fontaine-Lavoir, das einst als Brunnen, Waschhaus und Viehtränke diente.

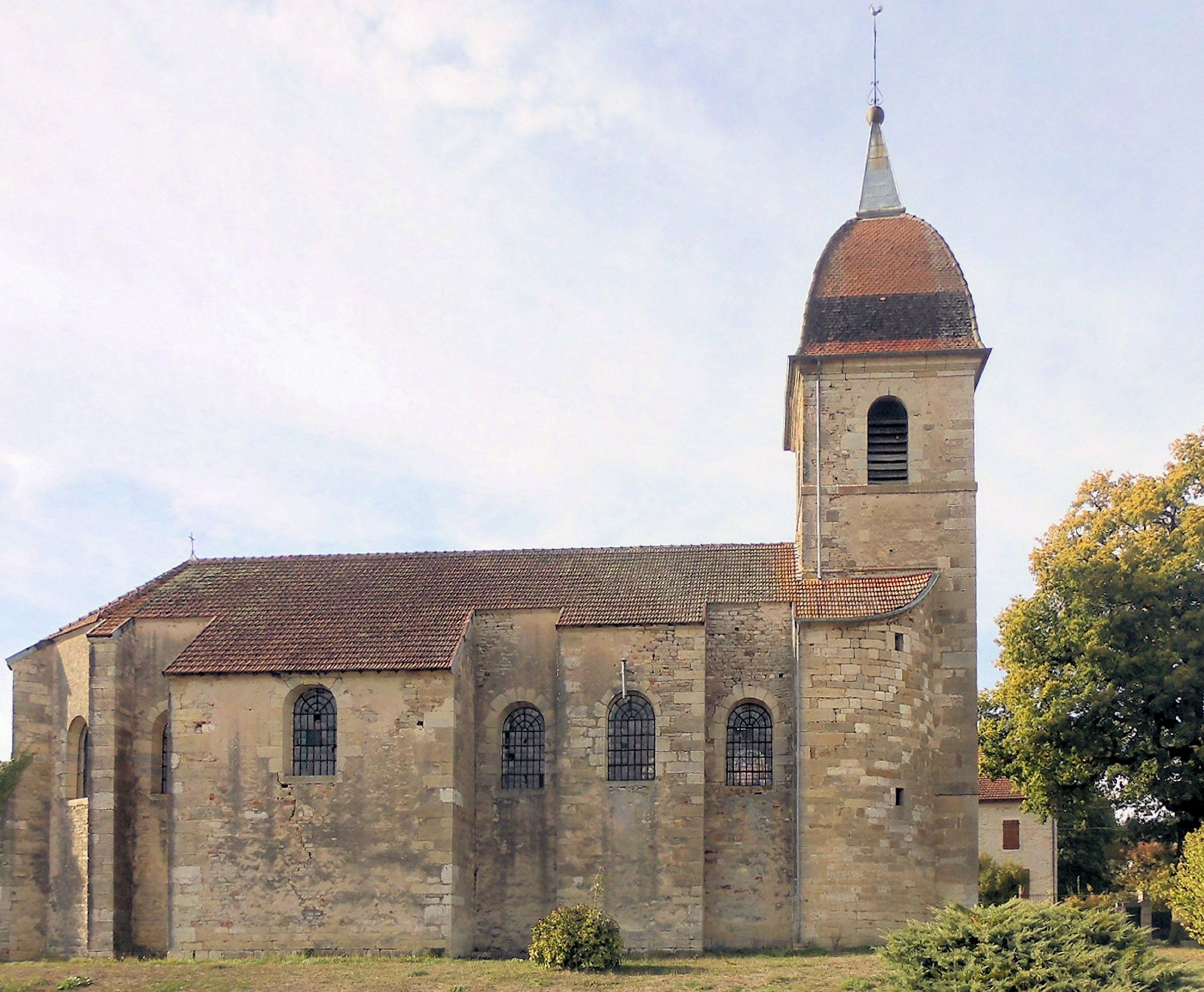
Kirche Nativité de Notre-Dame
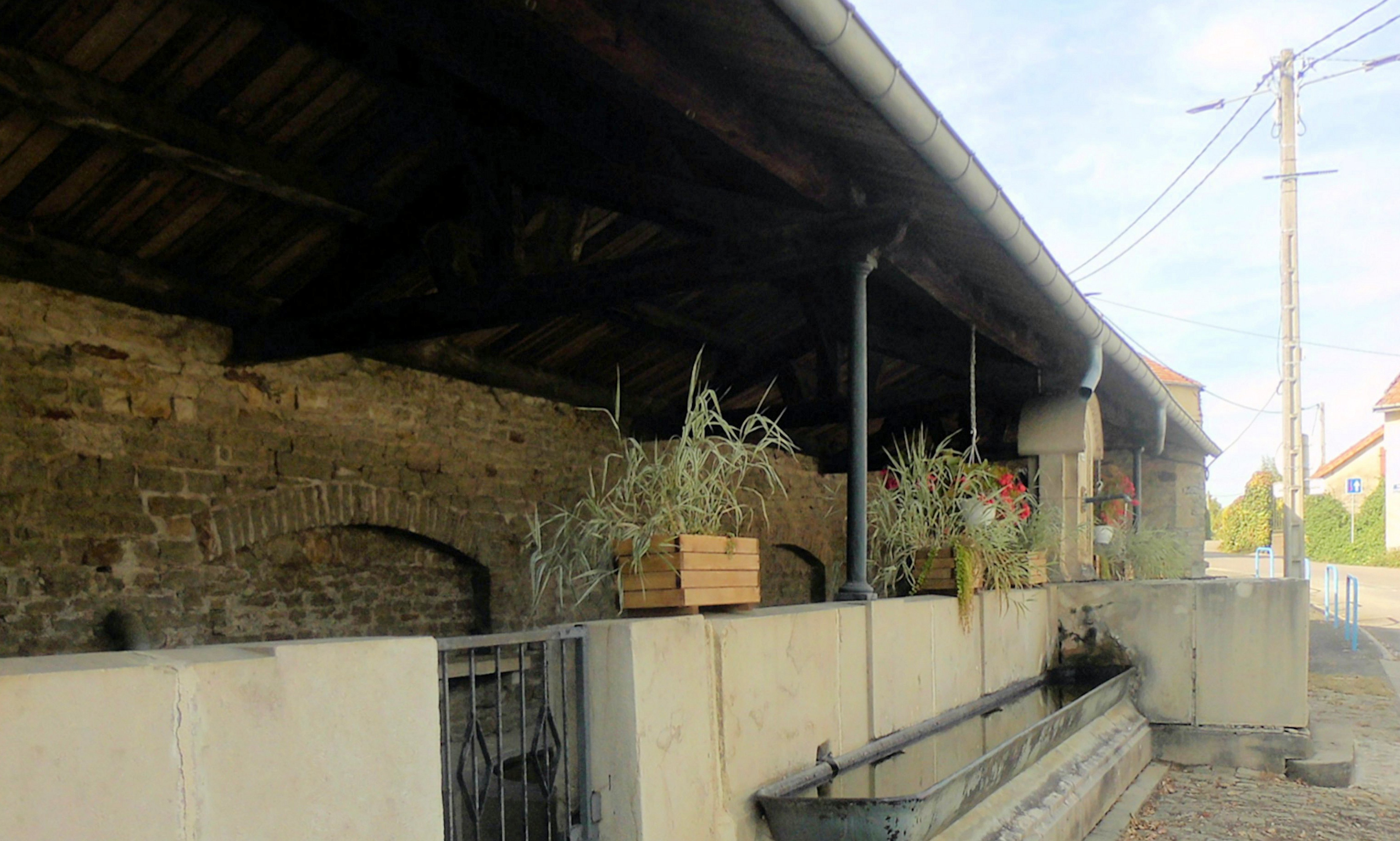
Fontaine-Lavoir

## Bevölkerung
| Jahr                       | 1962 | 1968 | 1975 | 1982 | 1990 | 1999 | 2006 | 2017 |
| Einwohner                  | 139  | 145  | 124  | 146  | 160  | 168  | 187  | 213  |
| Quellen: Cassini und INSEE |      |      |      |      |      |      |      |      |

Mit 215 Einwohnern (1. Januar 2022) gehört Grattery zu den kleinen Gemeinden des Départements Haute-Saône. Nachdem die Einwohnerzahl in der ersten Hälfte des 20. Jahrhunderts deutlich abgenommen hatte (1886 wurden noch 249 Personen gezählt), wurde seit Mitte der 1970er Jahre wieder ein Bevölkerungswachstum verzeichnet.

## Wirtschaft und Infrastruktur
Grattery war bis weit ins 20. Jahrhundert hinein ein vorwiegend durch die Landwirtschaft (Ackerbau, Obstbau und Viehzucht) und die Forstwirtschaft geprägtes Dorf. Heute gibt es einige Betriebe des lokalen Kleingewerbes. In den letzten Jahrzehnten hat sich das Dorf zu einer Wohngemeinde gewandelt. Viele Erwerbstätige sind deshalb Wegpendler, die in der Agglomeration Vesoul ihrer Arbeit nachgehen.
Der Ort ist verkehrstechnisch gut erschlossen. Er liegt nahe der Hauptstraße N19, die von Belfort via Vesoul nach Langres führt. Weitere Straßenverbindungen bestehen mit Bougnon, Scye und Villers-sur-Port. Grattery besitzt einen Bahnhof an der Eisenbahnstrecke von Vesoul nach Langres.